# Ламберт (Міссісіпі)
Ламберт (англ. Lambert) — місто (англ. town) в США, в окрузі Квітмен штату Міссісіпі. Населення — 1273 особи (2020).

## Географія
Ламберт розташований за координатами 34°12′2″ пн. ш. 90°17′4″ зх. д. / 34.20056° пн. ш. 90.28444° зх. д. (34.200599, -90.284526).  За даними Бюро перепису населення США в 2010 році місто мало площу 2,19 км², уся площа — суходіл.

## Демографія
Згідно з переписом 2010 року, у місті мешкало 1638 осіб у 579 домогосподарствах у складі 408 родин. Густота населення становила 748 осіб/км².  Було 648 помешкань (296/км²).
Расовий склад населення:
| - 88,8 % — чорних або афроамериканців - 11,0 % — білих - 0,1 % — корінних американців |

До двох чи більше рас належало 0,1 %. Частка іспаномовних становила 0,4 % від усіх жителів.
За віковим діапазоном населення розподілялося таким чином: 30,6 % — особи молодші 18 років, 59,9 % — особи у віці 18—64 років, 9,5 % — особи у віці 65 років та старші. Медіана віку мешканця становила 32,0 року. На 100 осіб жіночої статі у місті припадало 83,4 чоловіків;  на 100 жінок у віці від 18 років та старших — 74,7 чоловіків також старших 18 років.
Середній дохід на одне домашнє господарство  становив 23 773 долари США (медіана — 20 833), а середній дохід на одну сім'ю — 30 042 долари (медіана — 28 125). Медіана доходів становила 26 229 доларів для чоловіків та 15 817 доларів для жінок. За межею бідності перебувало 38,7 % осіб, у тому числі 45,7 % дітей у віці до 18 років та 21,2 % осіб у віці 65 років та старших.
Цивільне працевлаштоване населення становило 388 осіб. Основні галузі зайнятості: освіта, охорона здоров'я та соціальна допомога — 43,8 %, мистецтво, розваги та відпочинок — 12,4 %, роздрібна торгівля — 10,8 %, сільське господарство, лісництво, риболовля — 9,5 %.